# Осман III
Осма́н III (осман. عثمان‎ / III. Osman; 2/3 января 1699, Эдирне — 30 октября 1757, Стамбул) — двадцать пятый султан Османской империи, правивший в 1754—1757 годах.
Сын султана Мустафы II и Шехсувар Кадын-эфенди, Осман III сменил на троне своего старшего единокровного
брата Махмуда I. Осман III вступил на престол в возрасте пятидесяти пяти лет, проведя до этого в статусе шехзаде более пятидесяти лет — дольше, чем кто-либо в истории Османской империи. Большую часть своей жизни Осман III провёл в кафесе, поэтому подробностей о его жизни до восшествия на престол в источниках крайне мало.
Осман III считался вспыльчивым, нервным и нерешительным человеком. В правление этого султана на посту великого визиря сменилось семь человек — мера эта, вероятно, была направлена на снижение авторитета этой должности, имевшего место во время правления предыдущего султана. Важным событием в этой сфере стало назначение Коджа Мехмеда Рагыпа-паши на должность великого визиря в 1756 году; Рагып-паша занимал пост в течение шести лет и стал одним из самых знаменитых великих визирей в османской истории.
Правление Османа III стало периодом мира, начавшегося ещё с заключения Белградского мира при Махмуде I; в военной сфере султана беспокоила лишь серия мятежей в приграничных провинциях страны, которые, впрочем, были легко подавлены. Двумя самыми значительными событиями трёхлетнего правления Османа III стали замерзание Золотого Рога и серия пожаров, уничтожившая 2/3 Стамбула. Султан ввёл ограничения на женскую одежду и строго соблюдал османские законы о роскоши, вызывая негодование у населения столицы.
Завершение строительства мечети Нуруосмание в 1756 году стало венцом правления Османа III. Кроме того, после пожара в Чибали султан провёл крупную строительную программу, в результате которой были возведены маяк Ахыркапы, фонтан при мечети Нуруосмание, кёшк Османа III во дворце Топкапы, а также другие многочисленные постройки, часть из которых сохранилась до наших дней.
Несмотря на наличие нескольких жён, Осман III так и не оставил потомства. Наследовал ему двоюродный брат Мустафа III.

## Биография

### Шехзаде

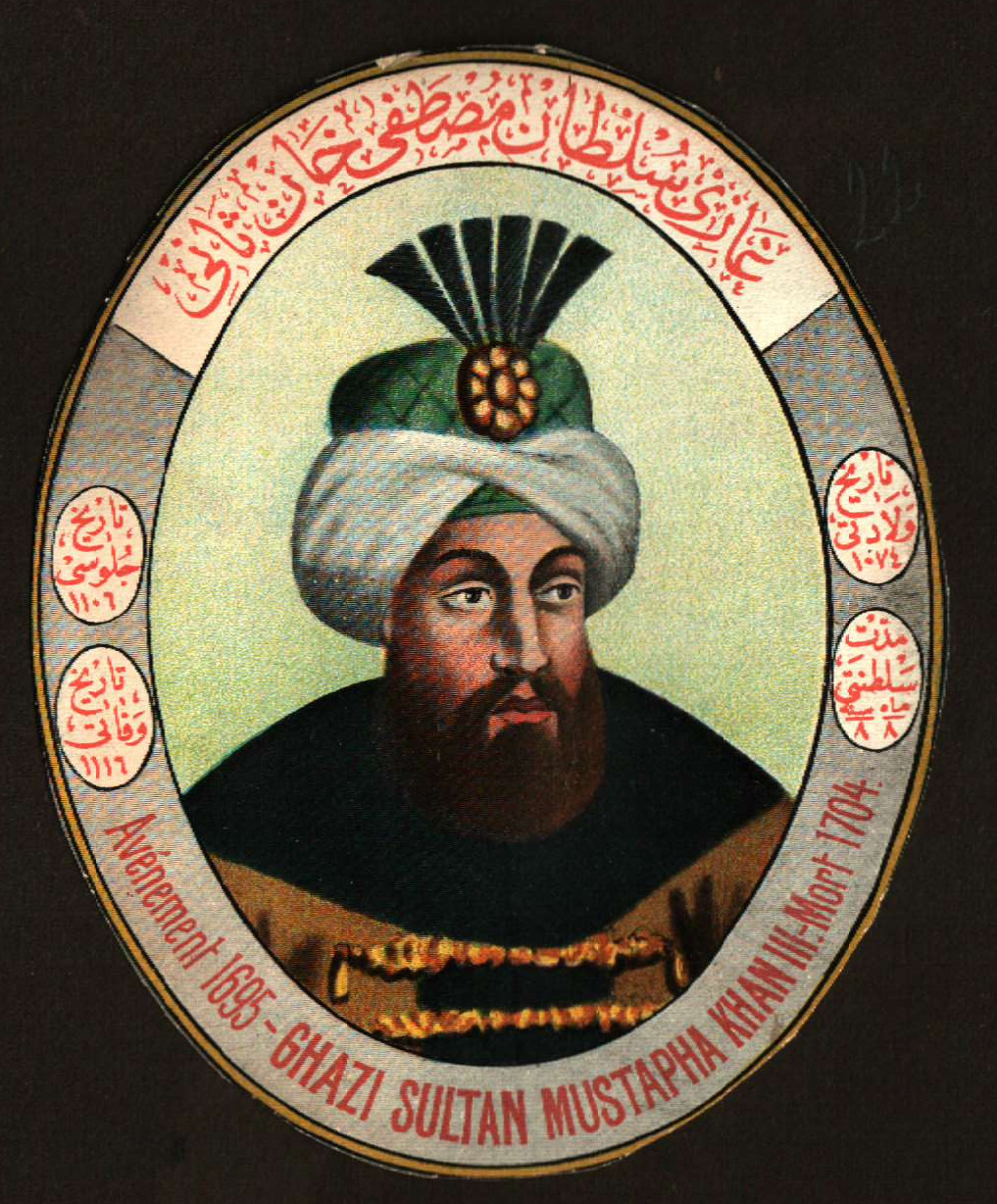
Султан Мустафа II, отец Османа

Осман появился на свет во дворце Эдирне в семье османского султана Мустафы II; матерью его была одна из жён султана — Шехсувар-султан, сербского или русского происхождения. По общепринятой версии, Осман родился 2 января 1699 года, однако в «Исламской энциклопедии» указана другая дата — 3 января 1699 года. У Османа было больше 20 братьев и сестёр, однако о том, приходился ли кто-то из них полнородным будущему султану, данных нет. Первые годы Османа III, как и его старшего единокровного брата Махмуда I, прошли в Эдирне.
В 1703 году отец Османа в результате инцидента в Эдирне отрёкся от престола в пользу полнородного брата Ахмеда и был отправлен в кафес, где и скончался спустя несколько месяцев. Четырёхлетний Осман был разлучён с матерью, которая была выслана в Старый дворец, и также был переправлен в кафес. 17 апреля 1705 года состоялась тайная церемония обрезания шехзаде Османа и других наследников, а в декабре 1712 года Осман был среди шехзаде, сопровождавших дядю-султана в Эдирне; он также часто принимал участие в поездках султана по городу и за его пределами.
С восшествием на престол 1 октября 1730 года единокровного брата Османа Махмуда I, произошедшего в результате восстания Патрона Халиля, сам шехзаде стал старшим мужчиной в династии и, согласно действовавшему в империи принципу наследования, следующим в очереди на трон.
О личной жизни будущего султана в период пребывания в статусе шехзаде, который продлился пятьдесят пять лет, информации практически нет, за исключением того, что он занимался изготовлением небольших подставок для письма с ящиками, называемых «пиштахта» и контактировал только с чёрными евнухами и парой служанок.

### Султан

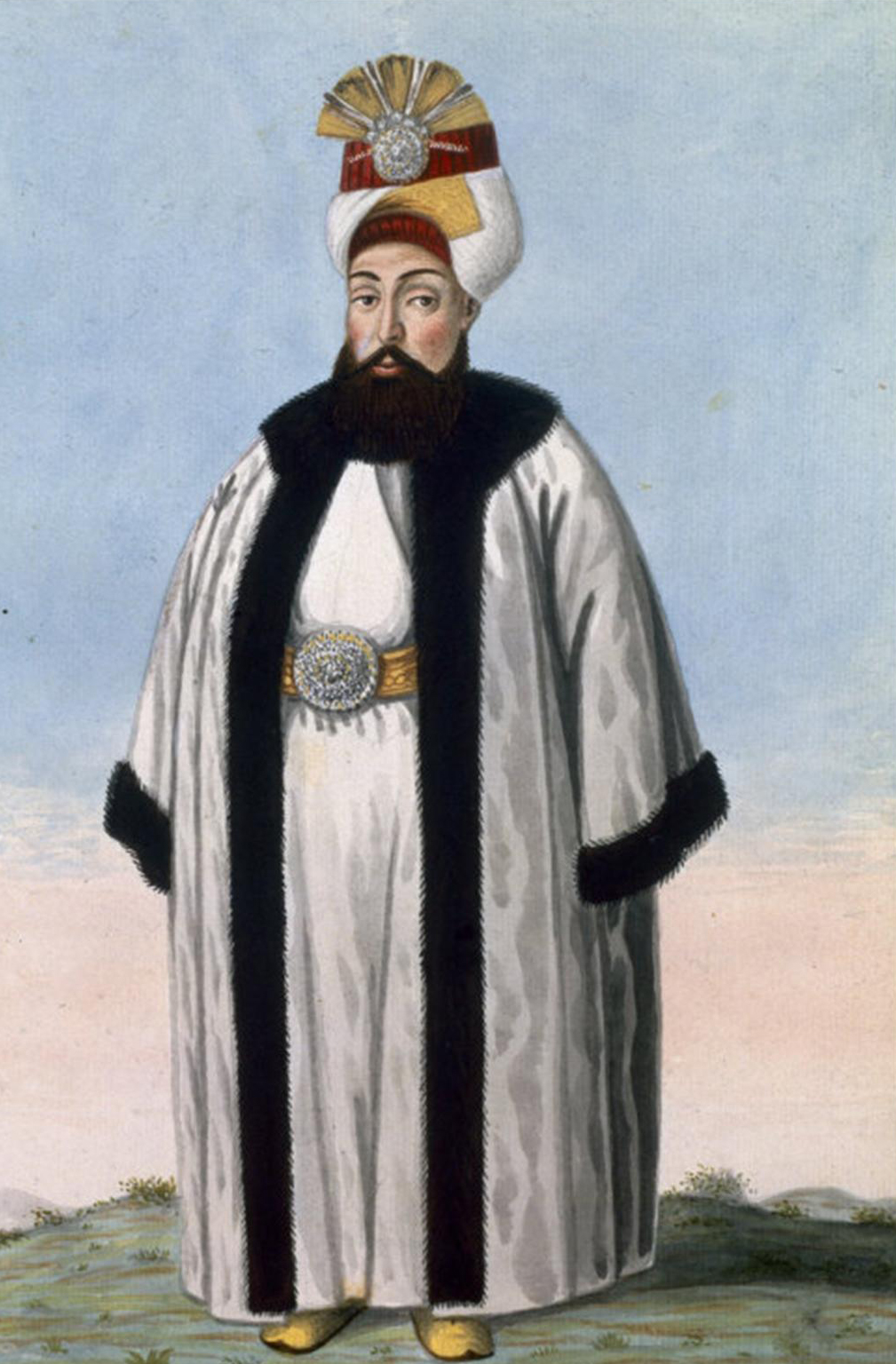
Портрет Османа III кисти Джона Янга из «Серии портретов императоров Турции», 1815

После смерти Махмуда I Осман III вступил на престол в возрасте пятидесяти пяти лет в пятницу 14 декабря 1754 года. Он стал султаном, который, будучи шехзаде, дольше всех в османской истории оставался в кафесе, и, соответственно, султаном, имевшим наибольший возраст при вступлении на престол. Новый султан хотел, чтобы его имя читалось с добавлением в проповедях слов sultânü’l-berreyn ve’l-bahreyn — «правитель морей и земель». На 6-й день после восшествия на престол Османа III, 19 декабря, его мать Шехсувар Кадын-эфенди была доставлена во дворец Топкапы из Старого дворца, чтобы принять титул валиде-султан и возглавить гарем сына. На следующий день, 20 декабря, Осман III был опоясан мечом Османа I на могиле султана Эюпа во время соответствующей церемонии. 25 декабря 1754 года состоялась церемония Джюлюс, во время которой бывшим и действующим служащим дивана были розданы 2394 кошелька с золотом, собранных из средств казны. По окончании всех церемоний, необходимых при провозглашении султаном, были отправлены посланники в Польшу, Россию и Австрию, а также письма в другие страны, чтобы известить мир о восшествии на престол нового султана.
На втором году правления Османа III, 27 апреля 1756 года, скончалась его мать валиде Шехсувар-султан, которая, как считали современники, отличалась особым благочестием. Вслед за ней, 22 декабря 1756 года, от болезни в возрасте сорока двух лет умер наследник султана — старший из шехзаде Мехмед, сын покойного султана Ахмеда III. Согласно источникам, пышные похороны наследника, организованные и проходившие под контролем великого визиря Чорлулу Кёсе Бахир Мустафы-паши и шейх-уль-ислама Дюрризаде Мустафы-эфенди, посетили пять тысяч человек. Тем не менее вскоре поползли слухи, что шехзаде Мехмед был отравлен Кёсе Мустафой, чтобы расчистить путь к трону следующему по старшинству шехзаде Мустафе, на дочери которого сам он был женат. Как пишет Фикрет Сарыджаоглу, автор статьи об Османе III в «Исламской энциклопедии», сам факт того, что Чорлулу занимал высочайший пост в государстве и был зятем династии, говорил скорее в пользу его невиновности, чем об обратном.
В целом в правление Османа III не происходило никаких важных политических событий: период мира, который начался с Белградского мира в 1739 году, продолжался; лишь серия мятежей в приграничных провинциях страны, которые, впрочем, были легко подавлены, указывала на общую слабость империи.

#### Внутренняя политика
Осман III предпринимал попытки побороть бандитизм в Анатолии и Румелии, для чего туда по его указу были направлены вооружённые отряды. Некоторые меры были предприняты против туркменских племён Бозулусов и Джиханбейли, против армян из-за беспорядков в Иране, а также против бандитов вокруг Эрзурума и Сиваса, был пойман и казнён печально известный Караосманоглу Хаджи Мустафа-ага, выступавший против султана. Источники сообщали также, что султан с помощью решительных мер пытался ликвидировать бандитизм на маршруте паломничества и коррупцию в фондах; нападения на пути в Мекку и Медину и безопасность паломников составили главную повестку дня особого консультативного совета.
Запреты, указы о которых были изданы для общественности во время правления предыдущих султанов, действовали и при Османе III, однако принимались и новые. Главным запретом во времена Османа считался запрет на переселение из Румелии и Анатолии в Стамбул. Тем, кто работал в Стамбуле, разрешали переселиться в столицу при условии, что семья не превышает одного или двух человек. Были приняты также запреты на женскую одежду и выход женщин в свет: молодые женщины не должны были ходить в «модной» (тур. tavr-ı cedid) одежде, ходить на базар без нужды, одеваться в яркую и открытую одежду и показываться на публике во время пятничных приветствий и поездок султана. Кроме того, Османом строго соблюдались законы о роскоши: серебряные аксессуары нельзя было использовать на лошадях никому, кроме визирей, а немусульмане должны были носить собственную одежду и не должны были ездить на лошадях и лодках, если нет на это специального разрешения. Улем Ваканювыс Хаким Мехмед-эфенди писал, что султан повесил нескольких немусульман, не соблюдавших эти запреты; он также сообщал, что людей наказывали за курение табака на базаре, хотя официального запрета на это выпущено не было. Кроме того, в источниках того времени указывается, что все эти запреты были не очень эффективными и их невозможно было соблюдать.

##### Изменения в госаппарате
Первоочередным государственным решением Османа III стал выбор должностных лиц, с которыми он будет работать. Изменения, которые он вносил через короткие промежутки времени в рядах высокопоставленных государственных деятелей, особенно в должность великого визиря, рассматривались как попытки уменьшить чрезвычайно весомую роль этого поста, имевшую место во время правления предыдущего султана.
| Дата | Визирь                                    |
| ---- | ----------------------------------------- |
| 1754 | Чорлулу Кёсе Бахир Мустафа-паша (1-й раз) |
| 1755 | Хекимоглу Али-паша                        |
| 1755 | Наили Абдулла-паша                        |
| 1755 | Силахдар Быйыклы Али-паша                 |
| 1755 | Йирмисекиззаде Мехмед Саид-паша           |
| 1756 | Чорлулу Кёсе Бахир Мустафа-паша (2-й раз) |
| 1757 | Коджа Мехмед Рагып-паша                   |

На должность шейх-уль-ислама 12 января 1755 года был назначен Абдулла Вассаф-эфенди, а новым великим визирем 15 февраля стал Хекимоглу Али-паша. Али-паша, взявший на себя обязанности великого визиря уже в третий раз, был снят с поста всего пятьдесят три дня спустя из-за пожара в Айвансарае, который длился двенадцать часов. Проведя в заключении в Девичьей башне всего один день, Хекимоглу избежал казни благодаря заступничеству валиде-султан и был сослан в Магусу. 18 мая 1755 года великим визирем был назначен Наили Абдулла-паша, а 8 июня был назначен новый шейх-уль-ислам — Дамадзаде Фейзулла-эфенди. Силахдар Быйыклы Али-паша пробыл в должности визиря всего шестьдесят три дня — с 24 августа по 25 октября 1755 года — и был казнён; на смену ему пришёл Йирмисекиззаде Мехмед Саид-паша, который пробыл в должности до 1 апреля 1756 года, когда печать великого визиря во второй раз была передана Чорлулу Кёсе Бахир Мустафе-паше, с визирата которого началось правление Османа III. Чорлулу также недолго пробыл на высочайшем посту государства и был заменён Коджа Мехмед Рагыпом-пашой. Рагып-паша был вызван из Алеппо 12 января 1757 года и 20 февраля получил печать; он стал последним великим визирем в правление Османа III и одним из самых знаменитых визирей в истории империи. Параллельно со сменой великих визирей в 1756 году шейх-уль-исламу Дамадзаде Фейзулле-эфенди было высказано недоверие султана, он был снят с поста и заменён Дюрризаде Мустафой-эфенди, однако уже восемь месяцев спустя Дамадзаде вернулся на свою должность.
| Дата | Шейх-уль-ислам                      |
| ---- | ----------------------------------- |
| 1755 | Сейид Муртаза-эфенди                |
| 1755 | Абдулла Вассаф-эфенди               |
| 1755 | Дамадзаде Фейзулла-эфенди (1-й раз) |
| 1756 | Дюрризаде Мустафа-эфенди            |
| 1757 | Дамадзаде Фейзулла-эфенди (2-й раз) |

Таким образом, за три года своего правления Осман III назначил шесть новых великих визирей, четырёх шейх-уль-исламов и одного капудана-пашу. В качестве причин увольнения великих визирей назывались обвинения в коррупции, лжи, пожарах и жалобы общественности. При этом инициатором этих назначений называли Эбу Куфа (Эбюльвукуф Ахмеда-агу), которого султан хорошо знал со времён жизни в кафесе; став султаном, Осман III перевёз Эбу Куфа из Египта и назначил его 4 сентября 1755 года на должность главы чёрных евнухов — важнейший пост в султанском гареме. Османский историк XVIII века Шемданизаде Фындыклылы Сулейман-эфенди объясняет часто вносимые изменения странным характером султана и тем фактом, что никто не мог действовать в соответствии с его настроением.
В правление Османа III также произошли изменения на постах правителей вассальных княжеств Молдовы и Валахии: в Молдове последовательно сменили друг друга Матей Гика (1753—1756), Константин Раковицэ (1756—1757), который в 1753—1756 годах правил в Валахии и был заменён на Константина Маврокордата (1756—1758), и Скарлат Гика (1757—1758), старший брат Матея. В Крымском ханстве на смену Арслану Гераю был назначен Халим Герай. В Османском Алжире на место убитого во время мятежа в 1756 году Мухаммада IV Паши был назначен Баба Али II Паша.

##### Экономика и катаклизмы
Ситуация с профицитом бюджета, который сохранялся с начала века, не изменилась на протяжении всего правления султана Османа III. При этом сохранялась и доля расходов на капыкуллы (личную стражу султана), которая составляла 33 %.

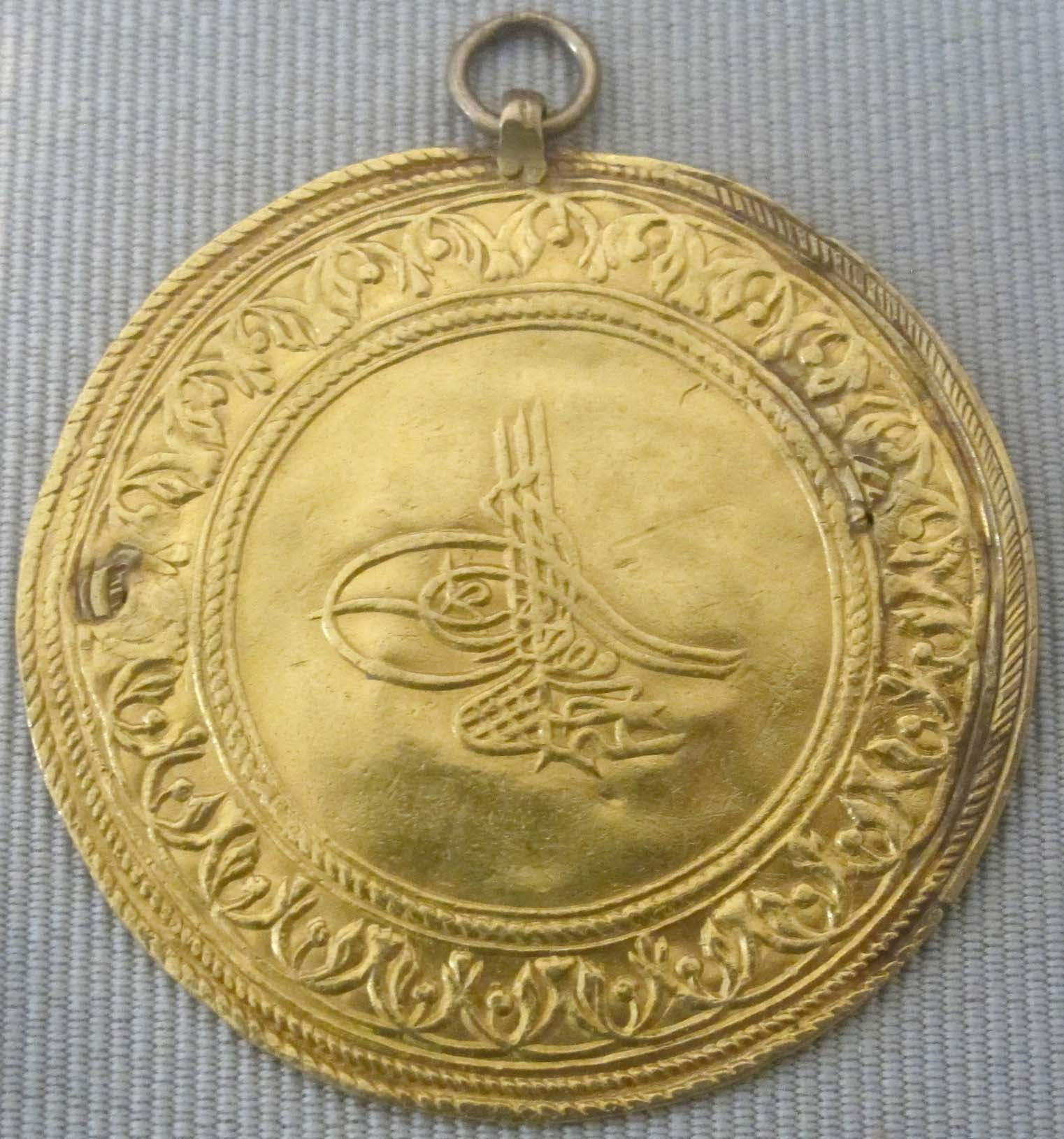
Османская монета времён правления Османа III

Золотые монеты, отчеканенные в этот период, продолжали носить названия «исламбол» и «новое золото» (тур. sikke-i cedid), образовавшееся от полного названия монеты «новое золото исламбол» (тур. sikke-i cedîd-i zer-i İslâmbol). История этих монет началась в 1696 году, когда из-за неспособности подавить денежный кризис и обесценивания золотых и других монет, отчеканенных в Стамбуле, были выпущены новые, отчеканенные из венецианского золота, которое пользовалось уважением и признанием среди населения. Вес такой монеты составлял 110 дирхамов. Край монеты был окантован цепью, ближе к краю монета была покрыта вязью, в блестящей сердцевине с одной стороны располагалась тугра султана, а с другой — надпись duribe fî İslâmbol. Своё название монета получила для отличия её от остального золота, отчеканенного в 1696 году, оценивавшегося в 3 куруша каждое.
Также особым султанским указом было продлено разрешение на работу типографии Ибрагима Мютеферрики в январе 1755 года.
В правление Османа III произошло лишь два небольших землетрясения и одна короткая эпидемия чумы, а самыми значительными событиями стали сильные холода и пожары. В январе 1755 года Золотой Рог покрылся таким крепким льдом, что залив можно было перейти пешком от пирса Дефтердара до пирсов Сютлюдже и Хаскёя, Фенера и Айвансарая. Более разрушительными оказались четыре крупных пожара, уничтоживших большую часть города. Первый из них начался в субботу вечером 22 декабря 1754 года в Махмутпаша / Султанхамам и длился восемнадцать часов, второй начался недалеко от гавани Кадырга в пятницу вечером 12 июля 1755 года и продолжался пятнадцать часов. Последующие пожары в Ходжапаше и Чибали стали катастрофой для зданий, располагавшихся во внутренних городских стенах Стамбула. Пожар в Ходжапаше начался в пятницу вечером 29 сентября 1755 года и продолжался сорок часов до вечера понедельника. Были уничтожены квартал вокруг Ая-Софии, Бахчекапы и Махмутпаша; выгорели несколько государственных учреждений, в том числе тюрьма Пашакапысы; ворота дворца Согукчешме были впервые открыты для людей, которые могли укрыть здесь спасённое имущество. Известно, что во время пожара пострадали по меньшей мере 328 капыкулу, участвовавших в тушении пожара и позднее получивших в награду от султана лошадей. Последний пожар оказался самым крупным: он начался в понедельник вечером 6 июля 1756 года, продолжался два дня и две ночи, распространился от ворот Чибали до внутренней части городской стены и уничтожил 3851 здание. Два последних пожара превратили две трети Стамбула в руины, а восстановление города должно было обойтись казне в огромные суммы и стало главной обязанностью султана и великих визирей.

#### Внешняя политика

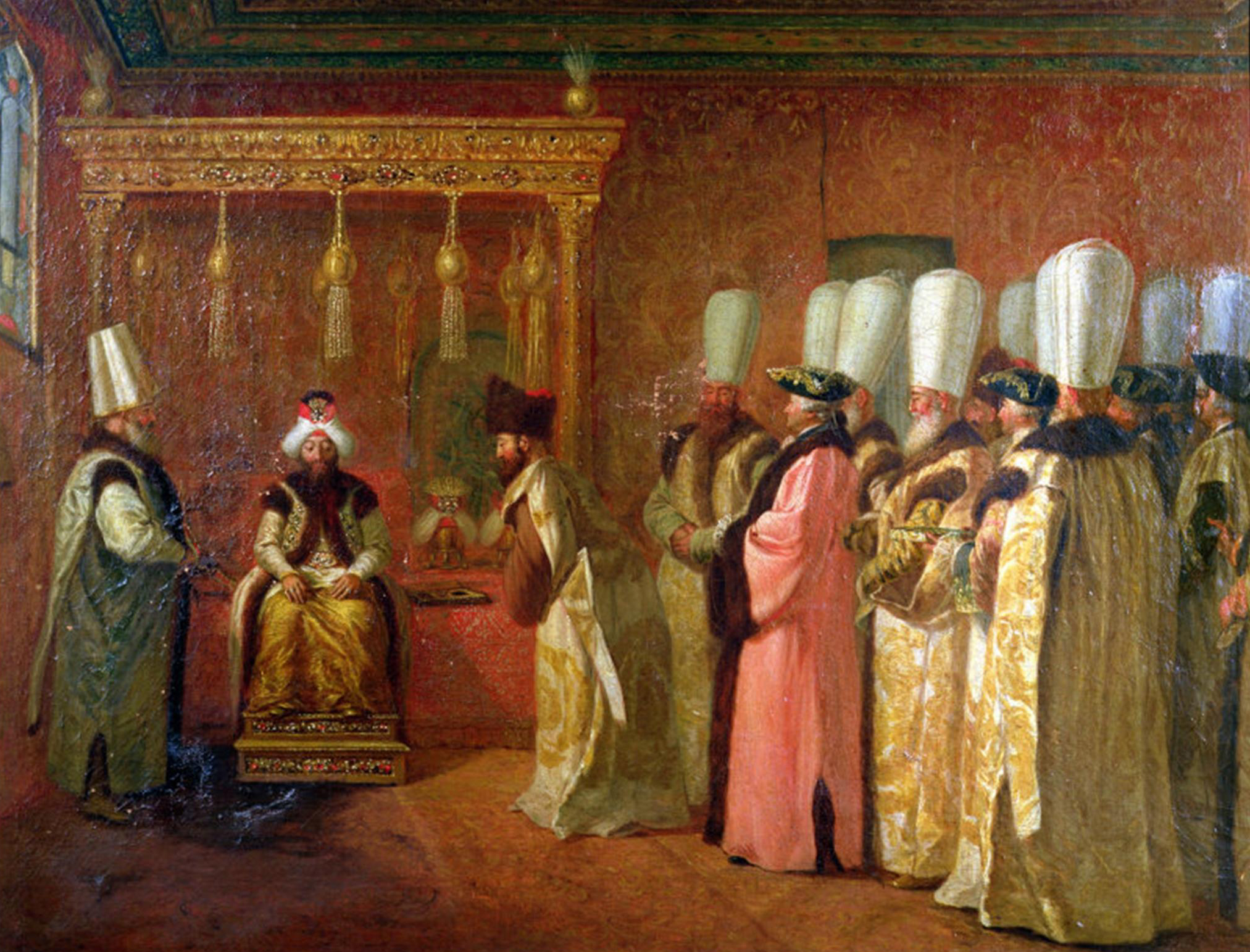
Аудиенция Шарля Гравье, графа де Верженн, у султана Османа III в Константинополе в 1755 году. Антуан Фавре, 1755

По сравнению с европейскими государствами, правление Османа III стало довольно спокойным периодом во внешней политике Османской империи. Король Пруссии Фридрих II пытался заключить договор о торговле и дружбе с Османской империей, отправив в Стамбул неофициальную делегацию. Прусскому посланнику Карлу Адольфу фон Рексину, который тайно прибыл с королевскими письмами под вымышленным именем и встретился с реис-уль кюттабом через шведского посла, был дан ответ, что этот вопрос возможно будет обсудить в более подходящее время. Тем временем, из-за союза Франции, России и Австрии против Пруссии и Англии в Семилетней войне, начавшейся в 1756 году, договор с османами приобрёл гораздо большее значение для Пруссии, однако ещё один представитель, который прибыл в Стамбул, получил аналогичные ответы.
Во время Семилетней войны отчёты, представленные османскому правительству посольствами указанных стран в Стамбуле, содержали различные заверения, обещания, жалобы и разоблачения в отношении других стран, чтобы побудить Османскую империю встать на чью-то сторону. Однако османы предпочитали придерживаться позиции нейтралитета. Идея не отказываться от беспристрастности и осторожности получила дальнейшее развитие с приходом Рагыпа-паши на пост великого визиря. В письме от 24 октября 1756 года, представленном султану, сама война и попытки посольств очернить противника были оценены как «хорошие» шансы для этих государств сломить силы друг друга.
Единственным договором с иностранным государством в период правления Османа III стало соглашение о дружбе, мореплавании и торговле, подписанное между Османской империей и Датским королевством. После первого обращения датского короля Фредерика V к визирю 24 июля 1756 года вопрос оставался открытым, однако в ходе дальнейших переговоров договор был заключён 2 августа 1756 года.
Во время восшествия Османа III на престол австрийский посол по традиции поздравил нового султана и преподнёс ему подарок. В ответ Осман попросил, чтобы европейские посланники на приёмы во дворце надевали традиционный халат вместо мехов, однако в ответ он услышал, что положено надевать меха — это «древний закон» (тур. kānûn-ı kadîm).
Именно в правление Османа III европейцам во главе с французским послом Шарлем де Верженном было разрешено проживать в Бююкдере.

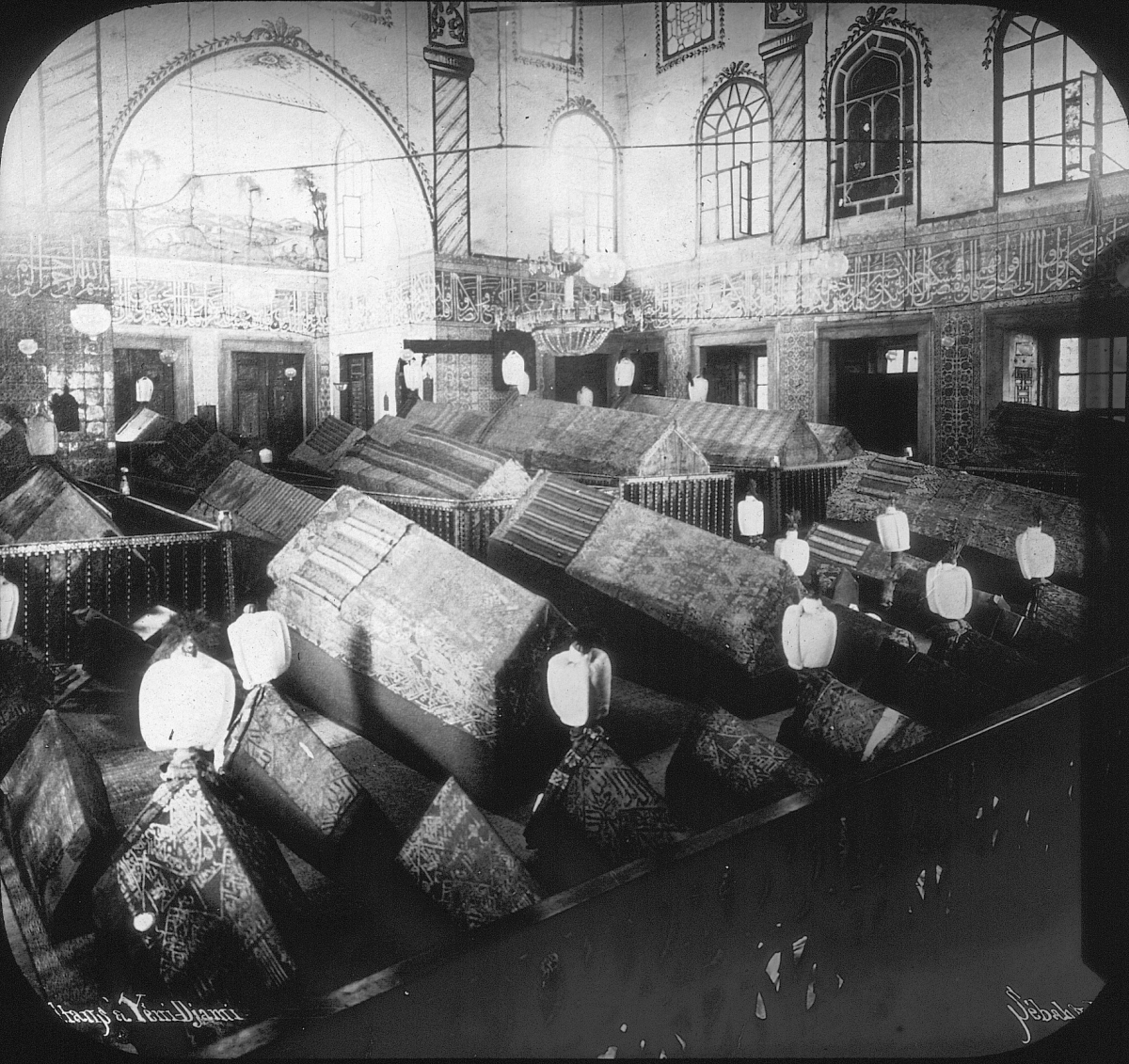
Мавзолей Турхан-султан, где похоронен Осман III и другие султаны. Архив Бруклинского музея, 1903 год

### Смерть
Достоверно причина смерти Османа III неизвестна. Фикрет Сарыджаоглу, автор статьи об Османе в «Исламской энциклопедии», пишет, что в последние месяцы жизни султана мучили боли в желудке, из-за которых он несколько раз пропускал пятничное приветствие. 28 октября 1757 года Осман не смог пойти даже в мечеть Ешилькиремитли, которую выбрали из-за её близости ко дворцу и наскоро подготовили к пятничной молитве. Султан умер через два дня — 30 октября 1757 года. Как отмечает Сарыджаоглу, в некоторых западных источниках говорилось, что Осман III умер после операции по удалению опухоли на бедре. Однако Энтони Олдерсон в своём труде «Структура Османской династии» указывает причиной смерти султана апоплексию.
Осман III желал быть похороненным в мечети Нуруосмание, строительство которой завершилось в его правление, однако после того, как ага янычар, секбанбаши и кетхюда засвидетельствовали смерть султана, и тело покойного было омыто, гроб, покрытый чёрным покрывалом, был помещён в мавзолей Турхан-султан в Новой мечети. Сделано это было по приказу нового султана — Мустафы III.

## Благотворительность и строительство
Несмотря на столь недолгое правление, Осман III успел создать множество благотворительных организаций и основать связанные с ними фонды.

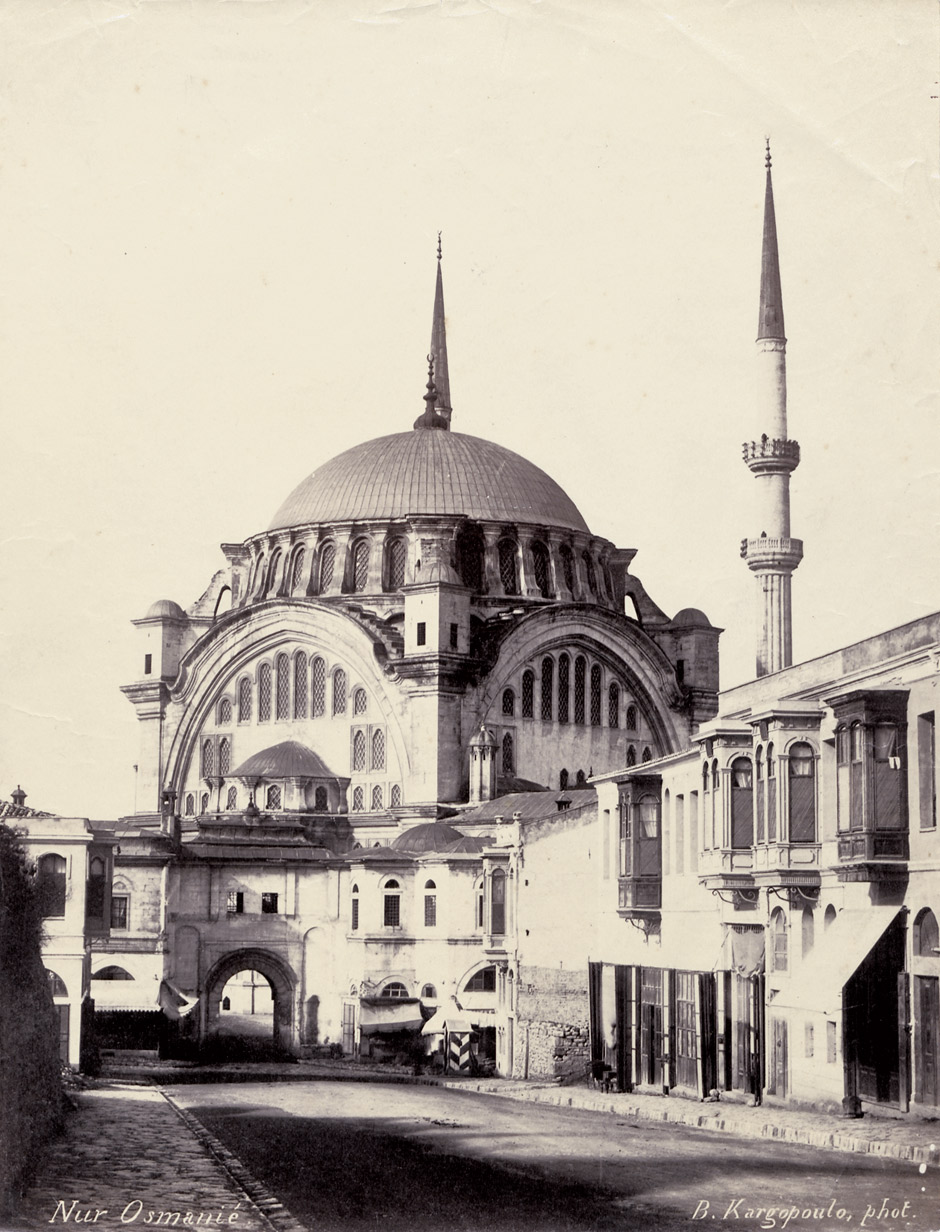
Мечеть Нуруосмание, строительство которой завершил Осман III

В 1748 или 1749 году, в правление Махмуда I, было начато строительство мечети и комплекса Нуруосмание, однако завершить строительство не удалось ввиду смерти султана. Осман III через великого визиря получил фетву от шейх-уль-ислама, чтобы завершить строительство мечети и других построек от своего имени. Строительство было завершено к концу 1755 года, а 5 декабря состоялась торжественная церемония открытия и банкет по этому случаю. В комплекс Нуруосмание, некоторое время называвшийся просто «Османие», вошли медресе с тремя мектебами, имарет, кютюпхане (библиотека), тюрбе, муваккит (комната муэдзина), мешкхане (музыкальная комната), себиль, фонтан, гостиница и магазины. Фонд, который поддерживал работу комплекса, получил название «Вакф Османа III» и должен был перейти наследникам после смерти султана.
В 1755—1756 годах Осман III построил новый квартал, состоящий из домов и магазинов, на месте дворца и сада в Ускюдаре; здесь же были выстроены большая и малая (месджид) мечети, получившие название «Ихсание» и сохранившиеся до наших дней. В Отакчыларе в сентябре 1755 года была построена мечеть, от которой сохранился только минарет, получивший прозвище «минарет сгоревшего месджида» (тур. Yanık Minare Mescidi). На Пашалиманы был построен фонтан, который до наших дней не сохранился. 6 мая 1756 года под руководством каптан-ы дерьи Карабаглы Сулеймана-паши было начато строительство нового замка, мечети и хаммама в порту Сигри на острове Лесбос. 28 сентября 1756 года Осман III отдал приказ о строительстве маяка Ахыркапы после того, как купеческий корабль, направлявшийся в Египет, сел на мель ночью рядом с берегом Кумкапы из-за плохих погодных условий.
Однако чаще всего строительную деятельность Османа III связывают с дворцами. В покоях султана во дворце Топкапы напротив султанского хамама по приказу Османа было пристроено ещё одно помещение, использовавшееся как спальня. К югу от помещения гарема у крепостной стены был выстроен кёшк (павильон), получивший имя Османа III. Кроме того, по приказу Османа разобрали верх стены, окружавшей самшитовый двор, где располагался кафес; также в помещениях кафеса была открыта большая часть окон, а во дворе разбит сад, где были выстроены беседки, фонтаны и бассейн.

## Личность
Фикрет Сарыджаоглу пишет, что современные историки сходятся во мнении, что Осман III ненавидел взяточничество и ложь, зачастую он действовал импульсивно и необдуманно, но затем жалел о принятых решениях; при этом султан старался быть бережливым, относиться справедливо и внимательно к заботам и нуждам людей. Йоханнес Хендрик Крамерс, на которого ссылается Кахраман Шакул, автор статьи об Османе III в «Энциклопедии Османской империи», писал, что султана считали вспыльчивым, нервным и нерешительным человеком. Вместе с тем невозможно отследить, как формировалась личность султана во время его пребывания в кафесе.
В повседневной жизни султан любил инкогнито выходить в город, где смотрел на тренировки метания копья, стрельбу из винтовки и лука. Историки утверждают, что он много раз использовал одежду улемов во время своих переодеваний и представлялся как Осман-ага из Эдирне, вероятно, потому, что это был город, в котором он родился и провёл первые годы своего детства; Осман общался с народом, наблюдал за работой эмиссаров, а также пробовал фрукты и другую пищу, которые приобретал в поездках. Он также любил, уже не скрываясь под чужой личиной, осматривать орудия, бывать на верфи для спуска на воду нового галеона и в Топхане, где отливались ядра для пушек. Кроме того, султан побывал на местах каждого из четырёх крупных пожаров. Осман часто навещал шейха Сайида Ахмеда Рауфи, который отшельником проживал в Доганджыларе и принадлежал к религиозному ордену Халветие-Рамазание. В источниках сообщается, что Осман III любил свежие фрукты и кофе.
Турецкие историки Чагатай Улучай в своём труде «Жёны и дочери падишахов» и Недждет Сакаоглу в работе «Султанши этого имущества» отмечают, что султан, пришедший к власти в возрасте 55 лет и проведший в мрачных покоях кафеса полвека своей жизни, был слаб морально и физически. Улучай пишет, что Осман ненавидел музыку и женщин и приказал выкинуть все музыкальные инструменты, а также носил подбитую особыми накладками обувь, чтобы во время его пребывания в гареме женщины слышали его приближение и успевали скрыться с пути султана. Султан содержал своих женщин в строгости, запретив им покидать гарем и приказав носить простую одежду. Сакаоглу также сообщает о нелюбви султана к женщинам, музыкантам и гарему в целом, однако он отмечает, что на решения об изгнании музыкантов и запрете покидать гарем, вероятно, повлияла его неграмотная и чрезмерно религиозная мать Шехсувар. Кроме того, Сакаоглу называет одной из причин такой нелюбви к музыке и гарему тот факт, что султан в кафесе попросту устал сидеть со своими служанками с самого детства и до старости, слушая их музыку, разговоры, сказки и, возможно, даже насмешки. Также Сакаоглу пишет, что у Османа была незаживающая рана на бедре и, возможно, из-за этого он избегал наложниц. Однако, как пишет Сарыджаоглу, вопреки слухам и несмотря на то, что наложницы-музыканты действительно были изгнаны из гарема, султан любил музыку и наслаждался ею, когда покидал дворец; кроме того, Сарыджаоглу называет необоснованными и слухи о том, что султан носил подбитую особыми накладками обувь.

## Семья
Чагатай Улучай называет двух наложниц Османа III: Зевки Кадын-эфенди и Ферхунде Эмине Кадын-эфенди. Зевки, носившая титул третьей жены (кадын-эфенди), в 1755 году приказала построить женский фонтан своего имени в Фындыклы. Ферхунде носила титул четвёртой жены и умерла в 1791 году или незадолго до этого. Больше никаких данных о них Улучай не приводит, однако он пишет, что, несмотря на то, то Осман III правил всего три года, у него было много наложниц, но известно о них крайне мало.
Энтони Олдерсон в своей работе «Структура Османской династии» также указывает двух наложниц Османа III, однако даёт им другие имена — Лейла (умерла в 1794 году) и Зерки. Лейла после смерти Османа III вышла замуж за Хаджи Мехмед Эмин-бея (умер 16 июля 1785 года), от которого родила сына Фейзуллу (умер 12 августа 1792 года). При этом, Улучай отмечает, что информацию о наложницах Османа III Олдерсон копирует из труда «Османская история Муфассалы». Несмотря на наличие нескольких жён, Осман III потомства не оставил.
Турецкий историк Недждет Сакаоглу в своей книге «Султанши этого имущества» указывает четырёх наложниц Османа III: Зевки Кадын-эфенди, Лейла Башкадын-эфенди (умерла в 1794), Ферхунде Эмине (умерла в августе 1791) и неизвестная по имени кадын-эфенди. Согласно Сакаоглу, Зевки, также в источниках упоминаемая как «Зерки», носила титул третьей жены Османа III; о её личности, дате рождения и происхождении данных нет. Известно, что во время недолгого правления своего мужа она участвовала в строительных работах в Стамбуле, построив оригинальный образец начальной школы и фонтана в стиле османского барокко, который был популярен в XVIII веке. Школа находится во дворе старого дворца Фындыклы. Фонтан Зевки Кадын в стиле барокко находится на стене улицы напротив школы; надпись на фонтане указывает датой постройки 1755 год и подтверждает статус третьей жены Зевки. Зевки умерла в Стамбуле, однако неизвестны ни дата смерти, ни место её погребения. О Лейле Кадын-эфенди Сакаоглу пишет, ссылаясь на труд османского историка Мехмеда Сюреи-бея «Реестр Османов», что она была главной женой Османа; на момент смерти Османа III Лейла была достаточно молода и бездетна и смогла снова выйти замуж — её избранником стал Хаджи Мехмед Эмин-бей, от которого Лейла родила сына Фейзуллу. Она умерла в Стамбуле в 1794 году и была похоронена в Кадыкёе на кладбище близ фонтана Айрылык, которое является продолжением кладбища Караджаахмет. Сведения о Ферхунде Эмине отсутствуют и в «Реестре Османов» Сюреи, и в «Структуре Османской династии» Олдерсона, однако имеются в архивах дворца-музея Топкапы: в документе за сентябрь 1791 года упоминается «Ферхунде Эмине, четвёртая жена покойного Османа III». О жене Османа III, неизвестной по имени, никаких данных нет, кроме того, что она была второй женой султана. Сакаоглу отмечает, что вполне возможно Осман III, как и его бездетный предшественник, мог быть физически не способен разделить постель с женщиной ввиду того, что большую часть своей жизни вёл малоподвижный образ жизни.
Фикрет Сарыджаоглу в статье об Османе III в «Исламской энциклопедии» сообщает, что со дня джюлюса у султана было четыре жены — главная жена Лейла Башкадын-эфенди, третья жена Зевки Кадын-эфенди, четвёртая жена Ферхунде Эмине Кадын-эфенди и вторая жена, имя которой неизвестно. В то время как некоторые из наложниц-музыкантов, число которых увеличилось во время правления Махмуда I, были изгнаны из дворца, новые наложницы, такие как Махбуб Ходжа и Хафизе Ходжа, были отправлены в гарем. Поскольку у Османа III не было детей, празднования по поводу рождения султанш и шехзаде не проводились ни во дворце, ни за его пределами около тридцати лет. Однако 10 сентября 1756 года в саду Караагач состоялась церемония обрезания Султанзаде Мехмеда, сына мирахура, что, вероятно, должно было компенсировать отсутствие других празднований.

## Комментарии
1. ↑  Эдирнский инцидент или Инцидент в Эдирне — восстание янычар, начавшееся в Стамбуле и завершившееся в Эдирне. Восстание стало результатом заключения Карловицкого мира, возвышения бывшего наставника Мустафы II шейх-уль-ислама Фейзуллы-эфенди и системы откупа, практиковавшейся в Османской империи[10].
2. ↑  Начиная с XVII века, после того, как перестал применяться закон Фатиха, в Османской империи действовал сеньорат — принцип наследования, при котором султаном становился старший мужчина в семье. В 1876 году была принята Конституция Османской империи, которая закрепила де-юре существующий уже столетия де-факто сеньорат (тур. ekberiyyet)[11]: «Статья 3. Османская верховная власть, сосредоточивающая в лице государя великого халифа, принадлежит старшему принцу династии Османа, сообразно правилам, установленным ab antiquo»[12].
3. ↑  Визират Чорлулу Кёсе Бахир Мустафы-паши начался ещё в правление предыдущего султана 1 июля 1752 года[15].
4. ↑  Вступление в должность Сейида Муртазы-эфенди произошло ещё в правление предыдущего султана 3 июня 1750[18].
5. ↑  Карабаглы Сулейман-паша был заменён на Кель Ахмедпашазаде Али-пашу в 1757 году[19].
6. ↑  По другим данным, пожар в Чибали, один из крупнейших в истории Стамбула, произошёл 4—5 июля 1756 года[13].
7. ↑  Реис-уль кюттаб — первоначально глава писарей, затем глава канцелярии Имперского совета[тур.], носившего помимо прочего роль министерства иностранных дел[22].
8. ↑  Двойной дворец, построенный на месте старого дворца Фындыклы в XIX веке, сегодня занимает Университет изящных искусств имени Мимара Синана[28].